# Dance of December Souls
Dance of December Souls ist das erste Studioalbum der schwedischen Metal-Band Katatonia.

## Entstehungsgeschichte
Das Album wurde 1993 von No Fashion Records auf CD und von Helion Records auf LP veröffentlicht. Im Jahr 2004 wurde das Album unter dem Label Black Lodge mit einem neuen Artwork, welches von der Band jedoch aus persönlichen Gründen nicht unterstützt wird, wiederveröffentlicht. 2007 wurde das Album erneut veröffentlicht, diesmal von Peaceville Records mit einer blauen Version des originalen Covers und allen fünf Liedern der EP Jhva Elohim Meth… The Revival als Bonustitel. Die Musik wurde von Anders Nyström komponiert, während die Texte von Jonas Renkse stammen.

## Titelliste
1. Seven Dreaming Souls (Intro) – 0:45
2. Gateways of Bereavement – 8:15
3. In Silence Enshrined – 6:30
4. Without God – 6:51
5. Elohim Meth – 1:42
6. Velvet Thorns (Of Drynwhyl) – 13:56
7. Tomb of Insomnia – 13:09
8. Dancing December – 2:18

## Kritiken
Im Petrified wurde die Selbstbezeichnung als „Sorrowfilled and harmonous Northern Dark Metal“ als die treffendste bezeichnet und Katatonia als eine der originellsten Bands Schwedens. Der klagende und raue Gesang wurde ebenso gelobt wie die dunklen und schaurigen Texte.